# EHGAM
EHGAM (Euskal Herriko Gay-Les Askapen Mugimendua, Movimiento Vasco de Liberación Gay-Les en español) es una asociación a favor de los derechos de las personas homosexuales en Euskal Herria.

EHGAM se considera un movimiento pluralista, autónomo y revolucionario. Su actividad abarca todo País Vasco, adaptándose a las realidades sociales locales.

## Creación

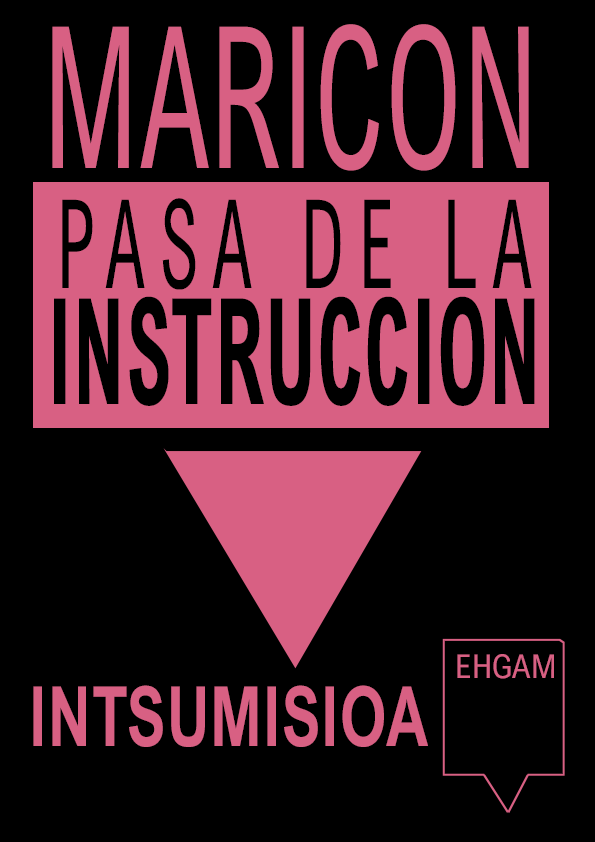
Cartel histórico realizado por EHGAM.

Antonio Kintana e Imanol Alvarez fundaron EHGAM en 1977 con el objetivo de dar visibilidad al colectivo homosexual y promover la libertad de orientación sexual. Se expandió rápidamente a numerosas zonas del territorio vasco, como Gipúzcoa, Navarra y Labort. Uno de sus principales objetivos fue la derogación de la Ley sobre peligrosidad y rehabilitación social.
En 1978 la asociación publicó varios comunicados denunciando las redadas a locales LGBT en Bilbao. Dos años después de su fundación, el colectivo LGBT+ del País Vasco, vertebrado por EHGAM, vivió uno de los sucesos clave en la memoria histórica disidente en Euskadi: el asesinato de Francis a manos de un agente de la polícia nacional en Rentería.

## Objetivos
Tiene como objetivo la libertad a la orientación sexual, centrándose especialmente en el colectivo homosexual.
Sus principales objetivos son:
- Libertad absoluta de orientación sexual.
- La consideración del deseo homosexual como parte de la sexualidad y el deseo humano.
- Supresión de la ideología homosexual y heterosexual, ya que su existencia está vinculada a la supresión de la homosexualidad; y la eliminación de la regla binaria que prevalece en la actualidad, regla que establece roles binarios y complementarios (masculino/femenino, hombre/mujer, activo/pasivo, dominante/sumiso) en el campo de las relaciones humanas.
- El aislamiento y separatismo de lo homosexual no son el lugar adecuado para la realización del individuo, ni en el campo afectivo, ni en el sexual o relacional, sino un nicho reducido y comercial. Durante años, la norma oficial ha sido el intento de limitar la experiencia del deseo homosexual a este ámbito, y en gran medida sigue haciéndolo.

## Revista
En 1977 EHGAM fundó su propia revista, Gay Hotsa, que estuvo editando hasta 1998.

## Miembros históricos
- Antonio Kintana
- Imanol Álvarez
- Mikel Martín
- Xanti Vicente Altxu